# ヘキサコサン
ヘキサコサン (hexacosane) は炭化水素の1種で、炭素が26連なった直鎖アルカン。分子式は C26H54。分子量は366.7070。融点は56.4 ℃。沸点は412.2 ℃。構造異性体の種類は93839412。